# Воробьёв, Юрий (боярин московский)
Ю́рий Воробьёв (ок. 1300  — после 1353) — московский боярин времён правления Юрия Даниловича, Ивана Калиты, Симеона Гордого и Ивана Красного.

## Общая историческая справка

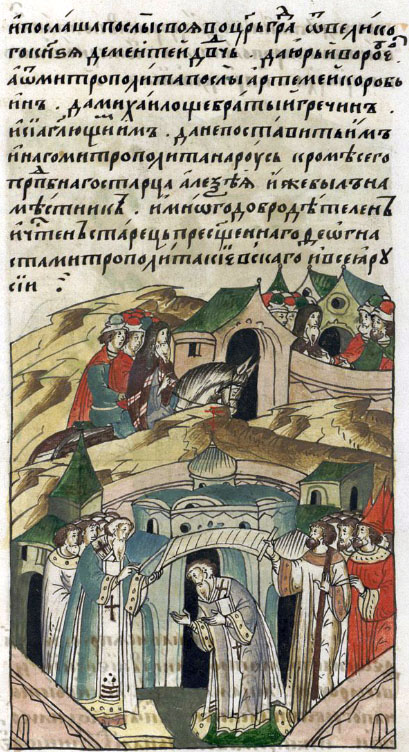
Лицевой летописный свод. Отбытие русских послов, в том числе боярина Юрия Воробьёва, в Царьград в 1352 году

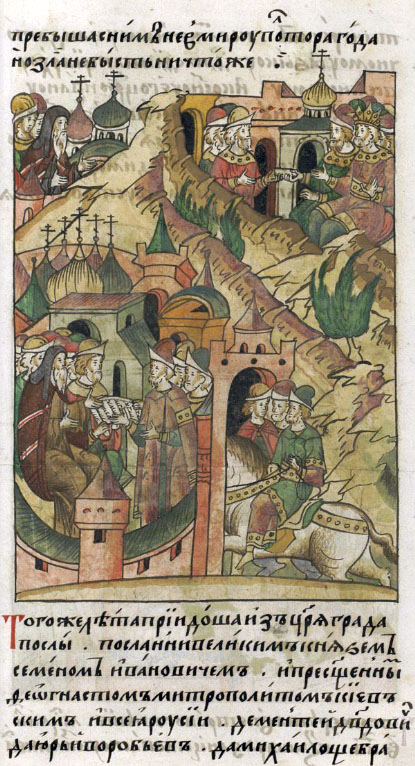
Лицевой летописный свод. Возвращение русских послов, в том числе боярина Юрия Воробьёва, из Царьграда в Москву в 1353 году

В 1352 году посол великого князя Симеона Гордого в Царьград к византийскому императору Иоанну VI Кантакузину и патриарху Константинопольскому Каллисту I для утверждения кандидатуры святителя Алексия на пост митрополита Московского и всея Руси (летом 1353 года посольство, в состав которого входили четыре боярина — по два от великого князя Симеона Гордого и митрополита Киевского и всея Руси святителя Феогноста, благополучно возвратилось в Москву с необходимыми документами).
Как повествуют русские летописи, за время пребывания посольства в Царьграде на Москве произошли трагические события: от эпидемии чумы скончались сам великий князь Симеон Гордый, его младший брат Андрей Иванович, два малолетних сына Симеона и митрополит Киевский и всея Руси святитель Феогност, предшественник святителя Алексия. Таким образом, придя из Царьграда, русские послы не застали в живых никого, кто посылал их в Византию:
B лѣто 6861 [1352]. Преосвященныи митрополить Фегность постави Алексѣя архимандрита святого Рожества епископом в Володимери, а по своем животѣ благослови его на митрополью, еже и бысть. Тое же зимы преосвященныи митрополить Фегность и князь великыи Семен Ивановичь послаша послы своя во Царьград от великого князя Дементея Двидовича, a Юрьи Воробьевья от митрополита Артемии Королинь, a Михаило Щербатыи. Тои же зимы преставися преосвященныи Фегность митрополить и положень бысть на Москвѣ во церкви святыя Богородици во предѣлѣ. Тое ж весны априля 26 преставися князь Семень Ивановчь, княживь лѣт 12. Того же та после сорочинь князя великого Семена преставися князь Андреи Ивановичь. Того же лѣта приидоша послове си c Царяграда Дементеи и со другы и вынесоша грамоты царевы и патриарши. Повеленно бысть Алексею владыци ити во Царьград на митрополию.
Полное собрание русских летописей: Т.35. Летописи Белорусско-Литовские. Супральская летопись М.: Наука. 1978

Надо полагать, что это же посольство, в том числе и Юрий Воробьёв как великокняжеский посол по особым поручениям, ездило в Царьград ещё раз и сопровождало святителя Алексия уже для возведения его в сан митрополита Московского и всея Руси.
Вотчинник села Воробьёва (ныне знаменитые московские Воробьёвы горы), принадлежавшего древнему боярскому роду Воробьёвых, впоследствии в XV веке перешедшего в собственность великокняжеской семьи и имеющего своё название по имени его первоначальных владельцев.

## В художественной литературе
Имя боярина Юрия Воробьёва упомянул в своём историческом романе «Симеон Гордый» писатель Дмитрий Балашов.

## Комментарии
1. ↑  В этой чрезвычайной ситуации управление страной принял на себя отец Дмитрия Донского великий князь Иван Иванович Красный, младший брат Симеона Гордого и сын Ивана Калиты.
2. ↑  Знаменитое село Воробьёво, расположенное на горах того же названия, также восходит к боярскому роду Воробьёвых, известному в середине XIV в. — См. Тихомиров М. Н. Древняя Москва (XII-XV вв.) : Моск. гос. ун-т им. М. В. Ломоносова М. : Изд-во МГУ, 1947. Дата обращения: 31 июля 2013. Архивировано 24 сентября 2015 года.
3. ↑  Прим. В книге под ред. Аверьянова К. А. «История московских районов» (2005 г.) утверждается, что владельцем села Воробьёва был якобы Кирилл Воро́ба. Однако тогда село называлось бы Воро́бино (ударный второй слог) исходя из этимологии его прозвища (вороба — деревянное приспособление для наматывания пряжи, шёлка (Вороба // Толковый словарь живого великорусского языка : в 4 т. / авт.-сост. В. И. Даль. — 2-е изд. — СПб. : Типография М. О. Вольфа, 1880—1882.), мотовило (Толковый словарь русского языка : в 4 т. / гл. ред. Б. М. Волин, Д. Н. Ушаков (т. 2—4) ; сост. Г. О. Винокур, Б. А. Ларин, С. И. Ожегов, Б. В. Томашевский, Д. Н. Ушаков ; под ред. Д. Н. Ушакова. — М. : Государственный институт «Советская энциклопедия» (т. 1) : ОГИЗ (т. 1) : Государственное издательство иностранных и национальных словарей (т. 2—4), 1935—1940.). При этом настоящее название села Воробьёво (ударный третий слог) всегда имело «птичью» этимологию и ни с чем другим никогда не ассоциировалось. Кроме того, в книге не упоминается московский боярин Юрий Воробьёв (1352—1353 гг.) во избежание прямых ассоциаций с селом Воробьёво, что не даёт оснований считать версию автора книги убедительной.
4. ↑  Прим. Село Воро́бино находилось на юго-востоке, а не на юго-западе Москвы недалеко от Новоспасского монастыря, который стоит на месте родовой вотчины бояр Романовых, родоначальником которых был Андрей Кобыла. Кирилл Воро́ба был племянником последнего и, следовательно, их родовые вотчины были рядом.